# Kaptenen
Kaptenen (originaltitel: Io capitano) är en fransk-italiensk dramafilm från 2023. Filmen är regisserad av Matteo Garrone, som även skrivit manus tillsammans med Massimo Ceccherini och Massimo Gaudioso.
Filmen hade biopremiär i Sverige den 5 april 2024, utgiven av Edge Entertainment.
Filmen vann David di Donatello för bästa film. Filmen var även nominerad, utan att vinna, till en Oscar för bästa internationella långfilm 2024.

## Handling
Filmen kretsar kring kusinerna Seydou och Moussa på deras färd från Dakar till Europa. De är övertygade om att allt som de drömt om kommer att uppfyllas så fort de kliver i land på kontinenten.

## Rollista (i urval)
- Seydou Sarr – Seydou
- Moustapha Fall – Moussa
- Issaka Sawadogo – Martin
- Hichem Yacoubi – Ahmed
- Doodou Sagna – Charlatan